# 筑肥山地
筑肥山地（ちくひさんち）は、福岡県と熊本県の県境に跨り、一部は大分県に及ぶ山地である。矢部川と菊池川の分水嶺をなしている。筑紫山地の一部を形成する。

## おもな山・峠

### 山
- 三国山（福岡県八女市、熊本県山鹿市及び大分県日田市に跨る）
- 前門岳（福岡県八女市）
- 国見山（熊本県山鹿市）
- 休鹿山（福岡県八女市及び熊本県山鹿市に跨る）
- 文字岳（福岡県八女市）
- 星原山（福岡県八女市及び熊本県山鹿市に跨る）
- 広川原（福岡県八女市）
- やさぶ岳（福岡県八女市及び熊本県山鹿市に跨る）
- 姫御前岳（福岡県八女市及び熊本県山鹿市に跨る）
- 飛形山（福岡県八女市）
- 御牧山（福岡県八女市及びみやま市に跨る）
- 鷹取山（福岡県八女市及びみやま市に跨る）

### 峠
- 星原峠（福岡県八女市と熊本県山鹿市の境）
- 鹿牟田峠（福岡県八女市と熊本県山鹿市の境）
- 小栗峠（福岡県八女市と熊本県山鹿市の境）：国道3号
- 猿懸峠（福岡県八女市と熊本県玉名郡和水町の境）
- 矢部谷峠（福岡県八女市と熊本県玉名郡和水町の境）

## 関係自治体
- 福岡県
  - みやま市
  - 八女市
- 熊本県
  - 山鹿市
  - 玉名郡
    - 和水町
- 大分県
  - 日田市